# Jegor Orudżew
Jegor Aleksiejewicz Orudżew (ros. Егор Алексеевич Оруджев, ur. 16 października 1995 w Petersburgu) – rosyjski kierowca wyścigowy.

## Życiorys

### Formuła Renault 2.0
Orudżew rozpoczął karierę w jednomiejscowych samochodach wyścigowych w 2011 roku we Francuskiej Formule 4, w której też podczas pierwszego i drugiego wyścigu na torze Circuit de la Sarthe zajął odpowiednio 3 i 2 miejsce. Były to pierwsze podia Orudżewa w karierze. Z dorobkiem 75 punktów zakończył sezon na 10 pozycji. W 2012 roku Rosjanin także rozpoczął stary w Europejskim Pucharze Formuły Renault 2.0 oraz Alpejskiej Formule Renault 2.0. W europejskiej serii jeżdżąc w bolidzie Fortec Motorsport po dwóch wyścigach nie był sklasyfikowany, tak samo też było w alpejskiej edycji, gdzie w ciągu dwóch wyścigów najlepszą pozycją, jaką wywalczył było 26 miejsce.
Na sezon 2013 podpisał starty z francuską ekipą Tech 1 Racing na starty w Europejskim Pucharze Formuły Renault 2.0 oraz Alpejskiej Formule Renault 2.0. W każdej z tych serii stawał po razie na podium. W edycji europejskiej 78 punktów dało mu siódmą pozycję, a w serii alpejskiej był piąty.
W sezonie 2014 Rosjanin kontynuował współpracę z francuską ekipą Tech 1 Racing w Europejskim Pucharze Formuły Renault 2.0 oraz w Alpejskiej Formule Renault 2.0. W edycji europejskiej w ciągu czternastu wyścigów, w których wystartował, trzykrotnie stawał na podium. Uzbierał łącznie 83 punkty. Dało mu to ósme miejsce w końcowej klasyfikacji kierowców. W serii alpejskiej dwa razy stawał na podium, jednak jego wyniki nie były wliczane do klasyfikacji generalnej. W tym samym roku wystartował również podczas rundy Brytyjskiej Formuły 3 na torze Silverstone. W pierwszym wyścigu odniósł zwycięstwo, a w dwóch kolejnych nie dojeżdżał do mety. Z dorobkiem 26 punktów został sklasyfikowany w mistrzostwach na dwunastej pozycji.

### Formuła Renault 3.5
W roku 2015 Rosjanin awansował do Formuły Renault 3.5, gdzie nawiązał współpracę z brytyjskim teamem Arden Motorsport. Jegor zaliczył udany sezon, będąc trzecim najlepszym debiutantem. Do swojego rówieśnika z Holendii, Nycka de Vriesa, stracił dwadzieścia siedem punktów, natomiast do doświadczonego Cypryjczyka Tio Ellinasa zaledwie dwa. Orudżew zasłynął przede wszystkim z dwóch zwycięstw, w których wykazał się znakomitą obroną. Na węgierskim torze Hungaroring nie uległ presji Francuzowi Matthieu Vaxiviere, natomiast na francuskim Circuit de la Sarthe Brytyjczykowi Oliverowi Rowlandowi. Kierowca Arden jeszcze dwukrotnie stawał na podium, zajmując drugie lokaty. Zdobyte przez niego 133 punkty sklasyfikowały go na 5. miejscu.

## Wyniki

### Formuła Renault 3.5
| Legenda oznaczeń w tabelach wyników Wyświetl szablon na nowej stronie | Legenda oznaczeń w tabelach wyników Wyświetl szablon na nowej stronie                                                                     |
| Oznaczenie                                                            | Wyjaśnienie |
| --------------------------------------------------------------------- | --- |
| Złoty                                                                 | Zwycięzca lub mistrzostwo |
| Srebrny                                                               | 2. miejsce lub wicemistrzostwo |
| Brązowy                                                               | 3. miejsce lub II wicemistrzostwo |
| Zielony                                                               | Ukończył, punktował (w klasyfikacji generalnej, gdy zdobył co najmniej jeden punkt na przestrzeni sezonu, poza trzema powyższymi opcjami) |
| Niebieski                                                             | Ukończył, nie punktował (w klasyfikacji generalnej, gdy nie zdobył co najmniej jednego punktu na przestrzeni sezonu)                      |
| Czerwony                                                              | Nie zakwalifikował się (NZ) |
| Czerwony                                                              | Nie prekwalifikował się (NPK) |
| Różowy                                                                | Nie ukończył (NU) |
| Różowy                                                                | Niesklasyfikowany (NS) (w klasyfikacji generalnej, gdy nie został sklasyfikowany w żadnym wyścigu sezonu)                                 |
| Czarny                                                                | Zdyskwalifikowany (DK) |
| Czarny                                                                | Wykluczony (WYK/EX) |
| Biały                                                                 | Nie wystartował (NW) |
| Biały                                                                 | Kontuzjowany (K/INJ) |
| Biały                                                                 | Wyścig odwołany (OD/C) |
| Bez koloru                                                            | Został wycofany (WYC/WD) |
| Bez koloru                                                            | Nie przybył (NP/DNA) |
| Bez koloru                                                            | Nie brał udziału w treningach (NT/DNP) |
| Bez koloru                                                            | Nie został zgłoszony (–) |
| Pogrubienie                                                           | Start z pole position |
| Kursywa                                                               | Najszybsze okrążenie wyścigu |
| †                                                                     | Nie ukończył, ale jego rezultat został zaliczony ze względu na przejechanie więcej niż 90% dystansu wyścigu.                              |
| *                                                                     | Sezon w trakcie |
| 1/2/3                                                                 | Punktowana pozycja w sprincie kwalifikacyjnym                                                                                             |
| Lista systemów punktacji Formuły 1                                    | |

| Rok  | Zespół           | Wyniki w poszczególnych eliminacjach | Wyniki w poszczególnych eliminacjach | Wyniki w poszczególnych eliminacjach | Wyniki w poszczególnych eliminacjach | Wyniki w poszczególnych eliminacjach | Wyniki w poszczególnych eliminacjach | Wyniki w poszczególnych eliminacjach | Wyniki w poszczególnych eliminacjach | Wyniki w poszczególnych eliminacjach | Wyniki w poszczególnych eliminacjach | Wyniki w poszczególnych eliminacjach | Wyniki w poszczególnych eliminacjach | Wyniki w poszczególnych eliminacjach | Wyniki w poszczególnych eliminacjach | Wyniki w poszczególnych eliminacjach | Wyniki w poszczególnych eliminacjach | Wyniki w poszczególnych eliminacjach | Punkty | Pozycja |
| ---- | ---------------- | ------------------------------------ | ------------------------------------ | ------------------------------------ | ------------------------------------ | ------------------------------------ | ------------------------------------ | ------------------------------------ | ------------------------------------ | ------------------------------------ | ------------------------------------ | ------------------------------------ | ------------------------------------ | ------------------------------------ | ------------------------------------ | ------------------------------------ | ------------------------------------ | ------------------------------------ | ------ | ------- |
| 2015 | Arden Motorsport | ARA                                  | ARA                                  | MON                                  | BEL                                  | BEL                                  | HUN                                  | HUN                                  | AUT                                  | AUT                                  | UK                                   | UK                                   | DEU                                  | DEU                                  | FRA                                  | FRA                                  | JER                                  | JER                                  | 133    | 5       |
| 2015 | Arden Motorsport | NU                                   | 18                                   | 4                                    | 10                                   | 9                                    | 1                                    | 11                                   | 11                                   | NU                                   | 7                                    | 6                                    | 9                                    | 5                                    | 2                                    | 1                                    | 2                                    | 7                                    | 133    | 5       |

### Podsumowanie
| Sezon | Seria                                 | Zespół            | Wyścigi | Zwycięstwa | PP | NO | Podium | Punkty | Pozycja |
| ----- | ------------------------------------- | ----------------- | ------- | ---------- | -- | -- | ------ | ------ | ------- |
| 2012  | Europejski Puchar Formuły Renault 2.0 | Fortec Motorsport | 2       | 0          | 0  | 0  | 0      | 0      | NS      |
| 2012  | Alpejska Formuła Renault 2.0          | AV Formula        | 2       | 0          | 0  | 0  | 0      | 0      | NS      |
| 2012  | Francuska Formuła 4                   | AV Formula        | 12      | 0          | 0  | 2  | 2      | 75     | 10      |
| 2013  | Europejski Puchar Formuły Renault 2.0 | Tech 1 Racing     | 14      | 0          | 0  | 0  | 1      | 78     | 7       |
| 2013  | Alpejska Formuła Renault 2.0          | Tech 1 Racing     | 14      | 0          | 1  | 0  | 1      | 75     | 5       |
| 2014  | Europejski Puchar Formuły Renault 2.0 | Tech 1 Racing     | 14      | 0          | 0  | 3  | 3      | 83     | 8       |
| 2014  | Alpejska Formuła Renault 2.0          | Tech 1 Racing     | 6       | 0          | 0  | 0  | 2      | 0      | NS†     |
| 2014  | Toyota Racing Series                  | M2 Competition    | 15      | 3          | 1  | 2  | 8      | 595    | 6       |
| 2014  | Brytyjska Formuła 3                   | Carlin            | 3       | 1          | 0  | 1  | 1      | 26     | 12      |
| 2015  | Formuła Renault 3.5                   | Arden Motorsport  | 17      | 2          | 0  | 0  | 4      | 133    | 5       |

† – Orudżew nie był wliczany do klasyfikacji.